# Sideroblasto

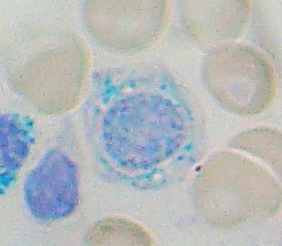
Sideroblasto osservato in corso di anemia sideroblastica

Il sideroblasto è un eritroblasto nucleato atipico, nel citoplasma del quale si possono rilevare, utilizzando opportune metodiche di colorazione, granuli di ferro non emoglobinico sotto forma di ferritina.
Il sideroblasto ad anello è così chiamato invece per la disposizione perinucleare tipica dei granuli a formare un anello intorno al nucleo cellulare. Secondo la classificazione del 2008 dei tumori dei sistemi emopoietico e linfatico stilata dall'OMS, questo è definito in presenza di almeno cinque granuli che circondino almeno un terzo del nucleo, a differenza della definizione precedente, del 2001, che prevedeva la presenza di almeno dieci granuli.

## Classificazione
Secondo la stessa classificazione, si possono definire tre tipi di sideroblasto:
1. Sideroblasto di tipo 1, quando contiene meno di cinque granuli citoplasmatici
2. Sideroblasto di tipo 2, quando sono presenti più di cinque granuli ma non con distribuzione perinucleare
3. Sideroblasto di tipo 3 o sideroblasto ad anello

## Significato clinico
La presenza, nel midollo osseo, del 15% di sideroblasti ad anello con meno del 5% di blasti sul totale dei tipi cellulari, in associazione a anemia, piastrinopenia o neutropenia, è diagnostica per mielodisplasia con sideroblasti ad anello. La presenza di sideroblasti è rilevante anche nell'anemia sideroblastica.